# Harald Ringstorff
Harald Ringstorff (Wittenburg, 25 de septiembre de 1939 - Schwerin, 19 de noviembre de 2020) fue un político alemán del Partido Socialdemócrata de Alemania (SPD). Fue el tercer ministro presidente del estado de Mecklemburgo-Pomerania Occidental. Dirigió un gobierno de coalición del SPD y el PDS (desde 2007 el Partido de la Izquierda, Die Linke) desde 1998 hasta 2006, y posteriormente encabezó una coalición entre el SPD y la CDU. Fue el 61.er presidente del Bundesrat en 2006/07.

## Biografía
Después de su Abitur y el servicio militar, Ringstorff estudió Química en la Universidad de Rostock. Recibió su Ph.D. en 1969. Posteriormente trabajó como químico para los astilleros de Rostock. De 1987 a 1990 fue director de la sucursal de VEB Kali-Chemie ("empresa popular para la química de la potasa").
En 1989 Ringstorff fue miembro fundador del Partido Socialdemócrata en la RDA y fue elegido diputado de la Cámara Popular en las primeras elecciones democráticas de 1990. De 1990 a 2003 fue presidente del SPD en Mecklemburgo-Pomerania Occidental.
Desde 1990, Ringstorff fue miembro del Parlamento Regional de Mecklemburgo-Pomerania Occidental, donde se desempeñó como líder parlamentario del SPD de 1990 a 1994 y de 1996 a 1998. En paralelo a esto, fue Ministro de Asuntos Económicos y Europeos y viceministro-presidente en un gobierno de coalición con la CDU bajo el ministro-presidente Berndt Seite (CDU).
En 1998, el SPD acordó formar una coalición con el Partido del Socialismo Democrático (PDS), una decisión que resultó controvertida. Ringstorff fue elegido ministro-presidente. Su gobierno de coalición fue reelegido en 2002. Después de las elecciones de 2006, decidió cambiar a una coalición con la CDU, que tendría una mayoría más cómoda en el parlamento.
El 6 de agosto de 2008, Ringstorff dio a conocer su dimisión como ministro-presidente debido a su avanzada edad. El 6 de octubre Erwin Sellering lo sucedió en el cargo.  Fue un gran defensor de la lengua bajo alemana.
Falleció el 19 de noviembre de 2020 a los 81 años de edad en Schwerin, tras una larga enfermedad.